# Adventura

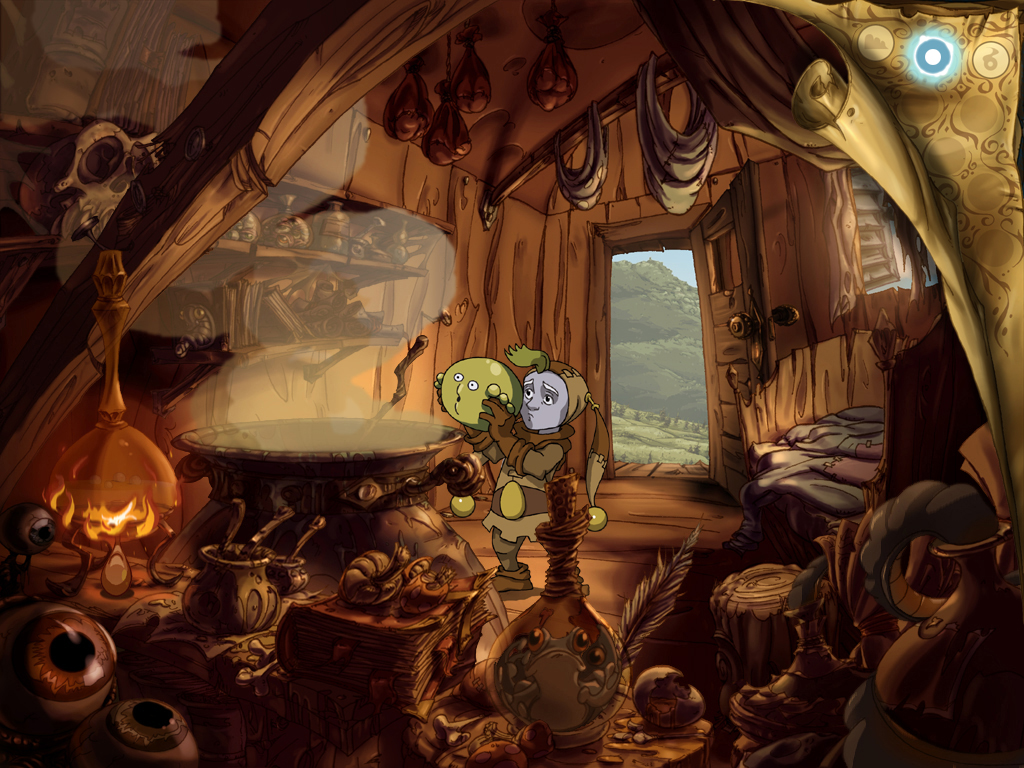
Hra The Whispered World (2009) je příkladem kontextové point-and-click adventury využívající grafiku a animace ve vysokém rozlišení

Adventura (anglicky adventure) je žánr videohry, ve které hlavní hrdina (nemusí být jeden př.: Day of the Tentacle (DOTT), Broken Sword, The Dig…) řeší rozličné úkoly (tzv. questy). Hráč postupuje příběhem k vzdálenému cíli, přičemž je kladen důraz na řešení zápletek a hádanek.
Žánr adventure je rozvláčný a příběhově bývá zajímavý a spletitý, neboť hádanky a příběh v něm podmiňují zábavu. Strukturně je vytyčen hlavní úkol (tzv. main quest), který tvoří jakousi stezku úkolů, po kterých se hráč propracovává užitím zejména své fantazie a logického myšlení (skrze tzv. adventuroidní prvky) k naplnění hlavního cíle. Tedy splnění hlavního cíle má být nápaditým zadostiučiněním za virtuální patálie způsobené hlavnímu hrdinovi. Na závěr hry bývá tradičně promítnuta animační sekvence. Mnohé vydané tituly v tomto žánru mají povícero podobných animací, ty pak oživují jednotlivé (zejména náročné) části hry již během hráčova postupu.
Některé vydané tituly mají svá pokračování, a tak vznikly série. I řada her jiných žánrů hýří adventuroidními prvky (zejm. RPG hry). Relativně mladší vydané tituly postrádají koncepci základních pokynů (def. viz níže) a upřednostňují více příjemnější metody snadného identifikování a manipulování s předměty (.aj.) ve hře, tzn. pomocí technol. možností užitého enginu (osvícení předmětu po styku s kurzorem, změna kurzoru v ruku při možnosti uchopení/sebrání, užití animací, apod.).

## Stručný vývoj žánru
Zlatým věkem adventur byla doba 90. let 20. st.
Zejména v začátcích vývoje žánru, tzn. době daleko před (1. pol. 80. let 20. st.), se příkazy hrdinovi udávaly přes textové pole, skrze textový příkaz, jenž byl udán (tedy určoval postup). To se týkalo obou zpracování, jak grafických, tak textových.
Pozdější doba (dáno technologickým vývojem), či vícerem investic, přešla ke grafickému zpracování tzv. ‘Point and click’ adventur a k příkazům (základním pokynům) vyobrazeným v panelu ovládacích prvků v okrajích obrazovky, kde byl rovněž graficky (ale i textově) ztvárněn inventář(prostor pro posbírané předměty). Hrou, která přinesla tuto inovaci, je hra od LucasArts (dříve Lucasfilm) nazvaná Maniac Mansion (ofic. vydána 1987).
S příchodem mobilních telefonů vybavených operačními systémy (Android, iOS apod.) se adventury, stejně jako další herní žánry, začaly objevovat i zde – a pochopitelně rovněž na dalších mobilních zařízeních. Jde jednak o předělávky starších adventure her z PC, jednak o novinky. Mnohé z nich jsou k dispozici zdarma, případně je zdarma alespoň první díl, který má nalákat další uživatele. Příklady mohou být například dnes již poměrně slavná série The Silent Age, nebo třeba česká dvoudílná hra Mutanti vs. Vyvolení. Dobrým příkladem předělávky je pak první díl slavné série Leisure Suit Larry.

## Základní pokyny v herním prostředí
Pick up/Get (Seber);
Examine/Search/Look at (Prozkoumej);
Push (Posuň);
Pull (Zatáhni);
Walk to (Jdi k);
Open (Otevři);
Close (Zavři);
Give (Dej);
Use (Použij);
Talk to (Mluv s);

## Hlavní náplň hry
Průzkum lokace; interakce s NPC (non player character – virtuální charakter ovl. počítačem); sbírání, kombinování a správné použití předmětů; řešení hádanek; výpravnost a odvíjení děje

## Podžánry
Adventury můžeme dělit na další podžánry:
- Textové adventury – textové adventury se začaly objevovat již v 70. letech a jsou jedním ze základních kamenů tohoto žánru. Jedna z prvních her byla Colossal Cave Adventure.
- Grafické adventury – dokáží lépe přenést emoce směrem k hráči.
  - Point-and-click – pomocí kurzoru myši se udá příkaz ovládanému virtuálnímu charakteru (avataru), který jej na základě programového principu vykoná.
  - Escape the room – únikové adventury.
  - Logické adventury
  - Narativní adventury
  - Simulátor chození (walking simulator)
- Vizuální romány – pojí prvky textových a grafických adventur. Například Hatoful Boyfriend.
- Interaktivní videohry
- Hybridy
  - Akční adventury

## Herní adventure série
- Alone in the Dark (akční adventura)
- Broken Sword
- Covert Front
- Day of the Tentacle
- Daymare Town
- Discworld
- Fran Bow
- Frederik Pohl's Gateway
- Full Throttle
- Gabriel Knight
- Grim Fandago
- Indiana Jones
- The Legend of Kyrandia
- Leisure Suit Larry
- Little Big Adventure (akční adventura)
- Maniac Mansion
- Monkey Island
- Myst
- Polda
- Quest for Glory
- Runaway
- Sally Face
- Secret Files
- Simon the Sorcerer
- Submachine
- Syberia
- Život není krásný

## České tituly
- 6 ženichů a 1 navíc
- 7 dní a 7 nocí
- Botanicula
- Brány Skeldalu 2: Pátý učedník
- Dračí historie
- Dreamland
- Gooka
- Horké léto
- Horké léto 2
- Hovniválové
- Kulivočko
- Léto s Oskarem
- Machinarium
- Mutanti vs. Vyvolení
- Nibiru: Posel Bohů
- Pět kouzelných amuletů
- Pohádka o Mrazíkovi, Ivanovi a Nastěnce
- Polda série
- Posel bohů
- Posel Smrti trilogie
- Ramonovo kouzlo
- Samorost trilogie
- Stíny noci
- Swigridova kletba
- Tajemství Oslího ostrova (1. česká komerční hra)
- Ve stínu havrana

Vše o českých adventurách naleznete na nezávislém fanwebu zde Archivováno 29. 11. 2009 na Wayback Machine..

## Světové tituly
- 15 Days
- A vampyre story
- Agent Mlíčňák (Teen Agent)
- Beneath a Steel Sky
- Beverly Hillbilies
- Countdown
- Day of the Tentacle
- Dementia
- Dreamfall: The Longest Journey
- The Dig
- Fahrenheit
- Fran Bow
- Full Throttle
- Grim Fandango
- Hríšné opatství (The Abey)
- The Longest Journey
- Lost in Time
- Maupiti Island
- The Neverhood
- The next big thing
- Overclocked
- RuneScape
- Sam & Max Hit the Road
- Sanitarium
- So blond
- Veil of Darkness
- The White Chamber
- Woodruff and the Schnibble of Azimuth
- Zero Critical